# Гобсон (округ Вашингтон, Алабама)
Гобсон (англ. Hobson) — переписна місцевість (CDP) в США, в окрузі Вашингтон штату Алабама. Населення — 100 осіб (2020).

## Географія
Гобсон розташований за координатами 31°29′19″ пн. ш. 88°9′3″ зх. д. / 31.48861° пн. ш. 88.15083° зх. д. (31.488725, -88.150928).  За даними Бюро перепису населення США в 2010 році переписна місцевість мала площу 7,70 км², з яких 7,63 км² — суходіл та 0,08 км² — водойми.

## Демографія
Згідно з переписом 2010 року, у переписній місцевості мешкало 126 осіб у 49 домогосподарствах у складі 37 родин. Густота населення становила 16 осіб/км².  Було 54 помешкання (7/км²).
Расовий склад населення:
| - 99,2 % — білих |

До двох чи більше рас належало 0,8 %. Частка іспаномовних становила 0,0 % від усіх жителів.
За віковим діапазоном населення розподілялося таким чином: 27,0 % — особи молодші 18 років, 61,9 % — особи у віці 18—64 років, 11,1 % — особи у віці 65 років та старші. Медіана віку мешканця становила 42,5 року. На 100 осіб жіночої статі у переписній місцевості припадало 96,9 чоловіків;  на 100 жінок у віці від 18 років та старших — 80,4 чоловіків також старших 18 років.
Цивільне працевлаштоване населення становило 0 осіб. 